# How I Met Your Dad
How I Met Your Dad es un episodio piloto de la serie de televisión que iba a servir como spin-off de How I Met Your Mother, creado por los creadores de la serie original Carter Bays y Craig Thomas, con Emily Spivey. Se esperaba que esta serie debutara en 2014, pero se archivó indefinidamente. 20th Television optó no ordenar a la serie How I Met Your Dad. La trama se centra en Sally en el viaje de cómo conoció al padre de su hija. Vive en Nueva York con sus amigos, se está divorciando de su primer marido y no tiene ni idea de lo que está haciendo con su vida.
En abril de 2021, se anunció que Hulu había ordenado para la serie How I Met Your Father, basada en una reescritura del episodio piloto sin emitir de CBS How I Met Your Dad, que fueron creados por otros, como Isaac Aptaker y Elizabeth Berger, Hilary Duff interpretar a Sophie.

## Argumento
En el año 2044, Sally Javits (Meg Ryan) comienza a escribir a cartas a su hija Cricket explicando cómo conoció a su padre. En 2014, tres días después de separarse de su primer marido, Gavin (Anders Holm) y mudarse con su hermano Danny (Andrew Santino) y su marido Todd (Drew Tarver), que a su vez está buscando adoptar un bebé, Sally (versión más joven interpretada por Greta Gerwig) está configurada en uncita a ciegas con Frank (Nicholas D'Agosto) por su mejor amiga Juliet (Tiya Sircar), con la intención de tener ununa noche. Después de conectarse profundamente con Frank, Sally decide volver a conectarse con Gavin, solo para cambiar de opinión después de darse cuenta de que Gavin ni siquiera sacaría su mejor vino para celebrar que volvieran a estar juntos y que son demasiado fundamentalmente diferentes como pareja para seguir casados. Después de que Danny y Todd lograron adquirir una madre sustituta para tener un hijo, el grupo sale a beber para celebrar, donde Sally le dice a Frank que cree que es mejor que solo sean amigos. En 2044, Sally revela que Frank es el padre de su hija.

## Producción
El 15 de noviembre de 2013, se anunció que CBS y el productor de la serie 20th Century Fox Television lanzarían How I Met Your Dad, una variación ejecutiva centrada en la mujer producida por Bays, Thomas y Emily Spivey.La nueva serie posiblemente habría presentado un nuevo bar y no se habría vinculado a la serie original.El elenco principal de la serie fue revelado el 14 de marzo de 2014, Greta Gerwig, Drew Tarver, Nicholas D'Agosto, Krysta Rodriguez y Andrew Santino.Tiya Sircar fue elegida el 26 de marzo de 2014, reemplazando a Krysta Rodriguez en la serie.El 23 de abril de 2014, se anunció que Meg Ryan daría voz a la versión anciana de Sally.
El 14 de mayo de 2014, CBS dejó de recoger How I Met Your Dad, ya que los creadores del programa Craig Thomas y Carter Bays no querían volver a rodar el piloto.Nina Tassler, presidenta de entretenimiento de CBS, declaró que «había elementos del piloto que no funcionaron». Surgieron conversaciones sobre la serie que estaba siendo «comprada» a otras.Netflix, FOX y NBC fueron nombrados como posibles candidatos para recoger a la serie.
En última instancia, nada salió de esas conversaciones. Se informó de que las opciones en los contratos del elenco habían expirado y que habían sido liberadas de sus contratos y el cocreador Carter Bays negó cualquier rumor de que el piloto de spin-off se volvería a disparar. El 11 de julio de 2014, Bays confirmó que el proyecto spin-off estaba oficialmente muerto.Seis días después, Nina Tassler dijo que a CBS «le encantaría tener la oportunidad de darle otra oportunidad» al piloto y que continuaría «persiguiendo» a Carter Bays y Craig Thomas, a pesar de que derribaron una idea para ser un nuevo proyecto que indicaba que ambos habían seguido adelante.
En 2016, dos años después de que se anunciara que el proyecto estaba «muerto», se filtró en línea un guion completo del episodio piloto.En 2020, 4 años después, el episodio piloto completo original, propiedad de 20th Century Studios y originalmente destinado solo para una presentación de ventas, también fue filtrado por el usuario de Reddit «howimetyourdadleak» en el subreddit How I Met Your Mother, que contiene solo algunos pequeños cambios con el guion previamente filtrado.

## Reparto
- Greta Gerwig como Sally Javits
  - Meg Ryan como Sally de anciana
- Drew Tarver comp Todd
- Nicholas D'Agosto como Frank
- Tiya Sircar como Juliet
- Andrew Santino como Danny Javits
- Jake Ferree como asistente de Sally
- Anders Holm como Gavin
- Ryan Lee como Justin
- Johnny 5 como patrón de bar #1
- Andra Petru como patrona de Bar #2